# Sahasrara
 (mai 2012).
Si vous disposez d'ouvrages ou d'articles de référence ou si vous connaissez des sites web de qualité traitant du thème abordé ici, merci de compléter l'article en donnant les références utiles à sa vérifiabilité et en les liant à la section « Notes et références ».

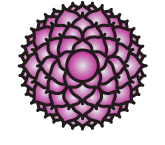
Sahasrāra, le chakra au mille pétales ou rayons.

Sahasrāra (सहस्रार en sanskrit, transcrit de la devanagari selon l’IAST) est le septième chakra (ou cakra) majeur du tantrisme hindou, et plus particulièrement du hatha yoga. Littéralement, sahasrāra peut se traduire par « lotus aux mille pétales ».

## Localisation
Ce chakra se situe au sommet du crâne. C'est l'endroit de son kshetram également. La glande pinéale et l'hypophyse sont en rapport avec ce chakra.

Un lingam est censé être au centre de ce chakra.

## Représentation
Sahasrāra est décrit comme ayant mille et un pétales multicolores ; mille et un, car ce confluent peut être infini. Son centre est un cercle qui est d'un jaune solaire. Un lingam blanc au centre du cercle émet comme des rayons lumineux. Les représentations modernes lui associent la couleur blanche ou parfois le violet.

## Bija mantra
Si les mantras d'éveil des chakras inférieurs sont : lam, vam, ram, yam, ham om, on pourrait dire que le mantra associé peut être le "om" traditionnel qui est scandé avant les prières hindoues, qui est censé réveiller tout le corps, et qui reflète le son de l'univers. Pour certains il n'existe pas de mantra vraiment spécifique à Sahasrāra. Plus prosaïquement, les deux divinités associées à ce chakra sont Śakti et Śiva, le yogi peut donc méditer sur ces deux noms.

## Fonction
Lorsque la kuṇḍalinī atteint sahasrāra le détachement de l'illusion, de la māyā du monde est complet. Il n'y a plus d'attachement corporel, le stade ultime du samādhi est réalisé. Sahasrāra est la porte à la plus haute des consciences, la conscience divine pourrait-on dire. Une fois sahasrāra éveillé, sa propre yantra apparait ; l'éveil, l'illumination sont là.

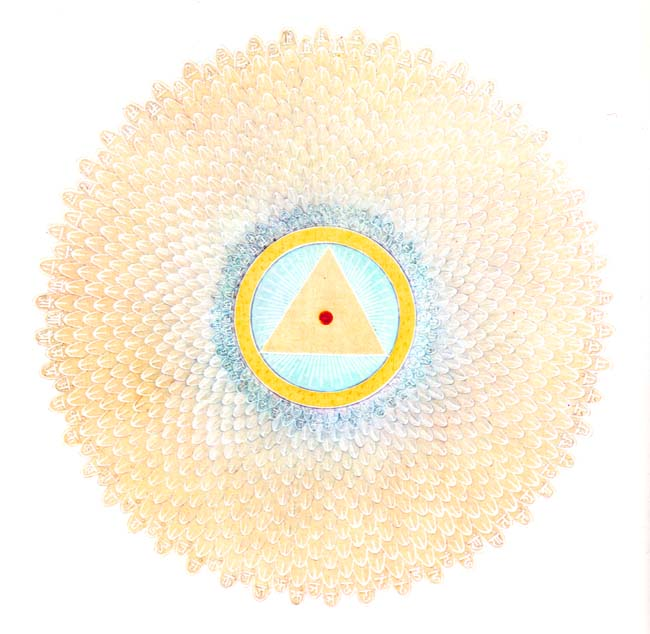
Un des lotus sacrés de l'hindouisme, mais sans le lingam, et, l'Œuf cosmique qui lui sont associés selon certaines traditions.

## Sahasrāra, le crâne humain et les chakra mineurs
Bindu chakra dénommé aussi bindu visarga est proche de sahasrāra au niveau du crâne humain. Bindu chakra est pour certains la huitième chakra majeur. Schématiquement bindu est représenté avec un ou plusieurs croissants de lune dans un cercle, qui contient également un rond plus petit dans sa partie supérieure. Si ajna chakra est le confluent qui émet les pensées personnelles, bindu se veut en relation étroite avec celle-ci.
Lalana chakra est un des chakra mineurs à l'intérieur du crâne humain. Elle se situe juste au-dessus du palais de la bouche et est en relation avec ajna, bindu et vishuddhi. Elle permet aussi à l'énergie d'être canalisée.
Trois autres chakra nettement moins évoqués dans les textes sont près de sahasrāra ; il s'agit de : mahanada chakra, nirvana chakra et guru chakra. Rappelons que la grande majorité des livres parlent de sept chakra majeurs.

## Pratique d'éveil
Des méditations sur le souffle et le kshetram de sahasrāra peuvent aider à son éveil. D'autres méditations comme celle dénommée le lotus de Pārvatī peuvent aider à l'éveil global de la kuṇḍalinī et donc de tous les chakra. La danse pour certains est une méthode d'éveil des chakra ; tout comme une méditation sur les notes d'une même octave musicale par exemple la correspondance utilisée couramment en occident : le do pour mūlādhāra, le ré pour svādhiṣṭhāna, le mi pour maṇipūra, le fa pour anāhata, le sol pour vishuddhi, le la pour bindu, le si pour ājñā, le do pour sahasrāra. Le souffle, associé à la conscience sur un chakra et un mantra approprié aide à l'éveil des confluents énergétiques.

## Comparaison avec les autres religions
- Dans le bouddhisme vajrayāna, la roue de la couronne est importante. Elle est triangulaire avec 32 pétales ou canaux. Méditer sur cette roue sert à atteindre la béatitude [3].
- Dans la kabbale, sahasrara peut être mis en rapport avec la sephira Kether, qui représente la pure conscience et l'union avec Dieu.

## Sources
- Swami Satyananda Saraswati, Kundalini Tantra, publié en France chez éditions Swam, édition de 2005, pages 247 et suivantes,  (ISBN 9782950338976).
- Swami Satayananda Saraswati, Asana, Pranayama, Mudra, Bandha chez Swam éditions.
- sahasrara(en) dans wikipédia en anglais.